# Tante Koosje
Tante Koosje is een restaurant in Loenen aan de Vecht. Het restaurant heeft sinds 1998 tot in elk geval 2020 een Michelinster, met uitzondering van het jaar 2004, toen het restaurant de ster verloor. Het restaurant bevindt zich in het centrum van het dorp.

## Geschiedenis
Het restaurant, gelegen aan de Kerkstraat 1, dankt zijn naam aan Koosje Edema, een Loenense, die tot haar dood in het pand woonde. Toen zij in de jaren zestig van de twintigste eeuw stierf, wilde de gemeente haar huis en alle omliggende panden slopen voor nieuwbouw. Hier kwamen protesten tegen en onder leiding van Leicher, een plaatselijke architect, werden de panden gerestaureerd. In het pand kwam een restaurant dat de naam Tante Koosje kreeg.
Het pand behoort inmiddels tot de Rijksmonumenten in Loenen.

## Keuken

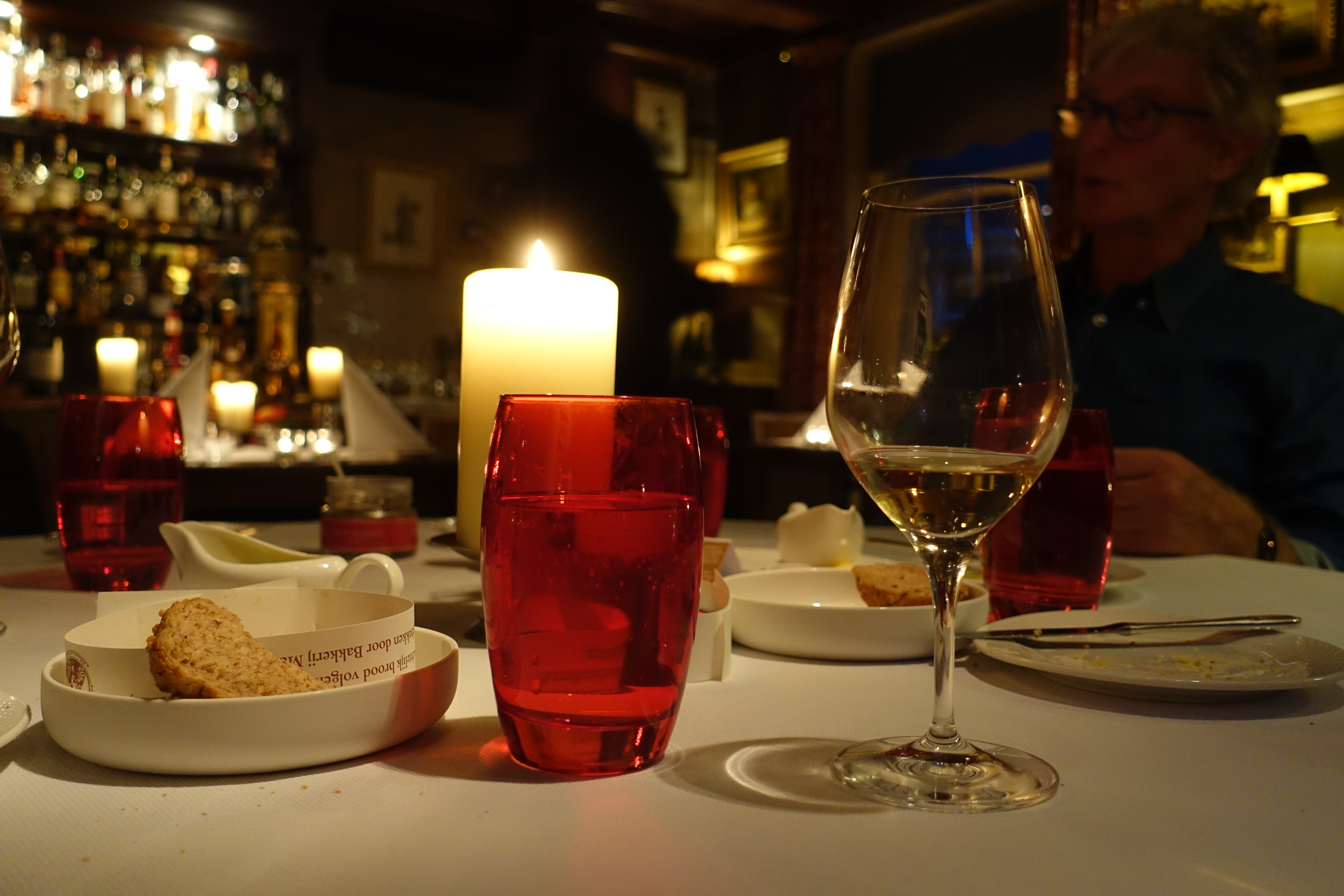
Serviesgoed in 2017

Hoewel in november 2005 opnieuw een michelinster was toegekend, verliet de toenmalige chef-kok (Sidney Heinze) begin 2006 het restaurant. In april 2006 werd Roland Veldhuijzen als chef-kok van het restaurant aangetrokken. Hij was voordien werkzaam als chef-kok in restaurant Chapeau! in Bloemendaal (waar hij zelf 3 jaar hiervoor een michelinster toegekend kreeg) en als sous-chef in restaurant De Bokkedoorns (2 michelinsterren) in Overveen.